# Crvena zvezda Belgrad (piłka siatkowa mężczyzn)
OK Crvena zvezda Belgrad – serbski męski klub siatkarski z Belgradu założony w 1945 roku.

## Nazwy klubu
- do 2003 – Crvena zvezda Galax Belgrad
- od 2003 – OK Crvena zvezda Belgrad

## Sukcesy
Jugosławia
 Mistrzostwo Jugosławii:
- 1. miejsce (5x): 1951, 1954, 1956, 1957, 1974

 Puchar Jugosławii:
- 1. miejsce (5x): 1960, 1972, 1973, 1975, 1991

 Serbia i Czarnogóra
 Mistrzostwo Serbii i Czarnogóry: 
- 1. miejsce (1x): 2003
- 2. miejsce (5x): 1992, 1994, 1995, 1997, 1999

 Puchar Serbii i Czarnogóry: 
- 1. miejsce (3x): 1993, 1997, 1999

 Serbia
 Mistrzostwo Serbii: 
- 1. miejsce (7x): 2008, 2012, 2013, 2014, 2015, 2016, 2024[1]
- 2. miejsce (4x): 2010, 2017, 2019, 2022[2]
- 3. miejsce (2x): 2009, 2011

 Puchar Serbii: 
- 1. miejsce (6x): 2009, 2011, 2013, 2014, 2016, 2019

 Superpuchar Serbii:
- 1. miejsce (6x): 2011, 2012, 2013, 2014, 2016, 2024[3]

## Kadra
Sezon 2013/2014
- Pierwszy trener: Duško Nikolić
- Asystent trenera: Tomislav Kukanjac

| Nr | Imię i nazwisko      | Data ur. | Wzrost | Pozycja      |
| -- | -------------------- | -------- | ------ | ------------ |
| 1  | Aleksandar Okolić    | 1993     | 205    | środkowy     |
| 3  | Nikola Stoković      | 1995     | 190    | rozgrywający |
| 4  | Milan Perić          | 1991     | 200    | przyjmujący  |
| 5  | Đorđe Borovićanin    | 1994     | 192    | przyjmujący  |
| 6  | Filip Stoilović      | 1992     | 194    | przyjmujący  |
| 7  | Aleksandar Gmitrović | 1994     | 198    | atakujący    |
| 8  | Lazar Koprivica      | 1991     | 198    | przyjmujący  |
| 9  | Vuk Milutinović      | 1991     | 203    | środkowy     |
| 10 | Rasko Jovanovic      | 1992     | 186    | przyjmujący  |
| 12 | Dušan Petković       | 1992     | 200    | atakujący    |
| 13 | Nikola Jovanović     | 1992     | 196    | środkowy     |
| 14 | Aleksa Brković       | 1995     | 188    | libero       |
| 17 | Maksim Buculjević    | 1991     | 191    | rozgrywający |
| 18 | Filip Vujić          | 1989     | 190    | libero       |